# Cap Torokina
Le cap Torokina est un promontoire à l'extrémité nord de la baie de l'impératrice Augusta, le long de la partie centrale de la côte ouest de Bougainville, en Papouasie-Nouvelle-Guinée. 
Ce cap a formé l'extrémité sud de la zone de débarquement où I'United States Marine Corps débarqua le 1er novembre 1943 lors de l'opération CherryBlossom. La petite île de Puruata est située juste au large de la côte à l'ouest du cap Torokina. Le cap et l'île forment une plage au nord soumise à de fortes vagues. 
Le cap était relativement isolé, avec un mauvais réseau de sentiers pour alimenter la région. Un large marécage s'étendait à l'intérieur des terres de la plage et l'île était fortement boisée. Pendant le débarquement, le cap était l'emplacement d'un canon japonais de 75 mm qui infligea de lourds dommages aux embarcations de débarquement. 
Après les opérations, un aérodrome a été construit sur le cap. Vingt-cinq milles de routes ont également été construits autour de la zone. La nature a aujourd'hui repris ses droits. 